# Dylan Llewellyn
Dylan Llewellyn es un actor británico, más conocido por haber interpretado a Martin Johnson en la serie Hollyoaks y a James Maguire en la comedia Derry Girls.

## Carrera
Entre 2009 y 2010, apareció en los cortometrajes Travel Bag y en Cubicle Two, donde dio vida a Jake. En 2010 apareció como invitado en la serie policíaca The Bill, donde interpretó a Adam Wilcock. El 21 de junio de 2011, se unió al elenco de la serie británica Hollyoaks, donde interpretó a Martin "Jono" Johnson hasta el 16 de noviembre de 2012. En 2012 apareció en el spin-off de Hollyoaks llamado Hollyoaks Later, donde interpretó a Martn "Jono" Johnson. Entre 2018 y 2022 participó en las tres temporadas de la serie de Netflix Derry Girls.

## Filmografía

### Series de televisión
| Año         | Título           | Personaje             | Notas                       |
| ----------- | ---------------- | --------------------- | --------------------------- |
| 2022        | Pistol           | Wally Nightingale     |                             |
| 2022        | Big Boys         | Jack                  | 6 episodios, protagonista   |
| 2020        | Call the Midwife | Stewart Irmsby        | 1 episodio (temp. 9 cap. 7) |
| 2018-2022   | Derry Girls      | James                 | 19 episodios                |
| 2013        | Holby City       | Seb Channing          | 4 episodios                 |
| 2011 - 2012 | Hollyoaks        | Martin "Jono" Johnson | 94 episodios                |
| 2012        | Hollyoaks Later  | Martin "Jono" Johnson | 2 episodios                 |
| 2010        | The Bill         | Adam Wilcock          | episodio "Keep Her Talking" |

### Películas
| Año  | Título          | Personaje | Notas                                                                                 |
| ---- | --------------- | --------- | ------------------------------------------------------------------------------------- |
| 2024 | 10 Lives        | Larry     | junto a Mo Gilligan, Simone Ashley, Sophie Okonedo y Zayn Malik                       |
| 2014 | Down Dog        | Sam       | junto a Jason Durr, Nick Moran, Orla O'Rourke y Tom Goodman-Hill                      |
| 2013 | OXV: The Manual | Zak       | junto a David Barnaby, Timothy Block, David Broughton-Davies y Ria Carroll            |
| 2010 | Cubicle Two     | Jake      | corto - junto a Andy Buckley, Charlie Clay, Joseph Cocklin, Ojan Genc y James Samogyi |
| 2009 | Travel Bag      | Ricky     | cortometraje                                                                          |